# Centralne Państwowe Archiwum Filmów, Dokumentacji Fotograficznej i Nagrań Dźwiękowych Republiki Kazachstanu
Centralne Państwowe Archiwum Filmów, Dokumentacji Fotograficznej i Nagrań Dźwiękowych Republiki Kazachstanu (ros. Центральный государственный архив кинофотодокументов и звукозаписей) – archiwum państwowe działające od 1943 roku w Ałmaty. Gromadzi filmy, zdjęcia i inne materiały, które powstały na terenie Kazachstanu lub go dotyczą. W 2005 roku dokumenty filmowe i fotograficzne przechowywane w Archiwum, a dotyczące Międzynarodowego Ruchu Antynuklearnego Nevada-Semipałatyńsk zostały wpisane przez UNESCO na listę Pamięć Świata.

## Historia
29 marca 1941 roku Rada Komisarzy Ludowych ZSRR uchwaliła dekret o powstaniu sieci archiwów państwowych ZSRR. 27 stycznia 1943 roku Rada Komisarzy Ludowych Kazachskiej SRR powołała w Alma-Acie Centralne Republikańskie Archiwum Państwowego Dokumentów Filmowych i Fotograficznych. Podlegało ono jurysdykcji wydziału archiwalnego NKWD Kazachskiej SRR. Gromadziło ono wszystkie mające znaczenie polityczne, historyczne, kulturowe dokumenty filmowe i fotograficzne, które powstawały na terenie republiki.
Pod koniec 1957 roku podczas reorganizacji sieci archiwów republiki Centralne Archiwum Państwowe KFFD Kazachskiej SRR zostało oddziałem Centralnego Archiwum Państwowego Kazachskiej SRR.
7 lutego 1974 roku Rada Ministrów Kazachskiej SRR przyjęła uchwalę o powstaniu Centralnego Państwowego Archiwum Dokumentów Filmowych i Fotograficznych i nagrań dźwiękowych kazachskiej SRR”. Od stycznia 1992 roku archiwum nosi nazwę Centralnego Państwowego Archiwum Filmów i Dokumentacji Fotograficznej i Nagrań Dźwiękowych Republiki Kazachstanu.

## Zbiory
W momencie powstania zbiory liczyły 30 dokumentów. Obecnie (2022) liczą około 300 000 jednostek. W 2019 roku Rada Ministrów przyjęła dekret o realizacji programu Archiwum 2025 (Archiw – 2025). W ramach jego realizacji archiwa otrzymały sprzęt potrzebny do digitalizacji zbiorów, a dzięki otrzymanym funduszom pracownicy archiwum mogą prowadzić poszukiwania dokumentów ważnych dla historii Kazachstanu w archiwach innych krajów.
Od 2000 roku są skanowane zdjęcia, w 2012 roku archiwum otrzymało skaner pozwalający skanować filmy w formacie Full HD, a w 2020 roku skaner do skanowanie filmów w rozdzielczości 4K.
W 2022 roku archiwum otrzymało cyfrowe kopie fonogramów wykonanych na woskowych cylindrach z Berlińskiego Archiwum Fonogramów Muzeum Etnologii i Antropologii Wizualnej. Są to najstarsze nagrania dźwiękowe kazachskiej muzyki ludowej, wykonane w 1905 roku przez niemieckiego etnografa R. Karutza na terenie zachodniego Kazachstanu.
W archiwum jest przechowywany cały zasób filmów dokumentalnych studia filmowego Kazakhfilm. Najstarszym zachowanym w archiwum dokumentem jest fotografia z 1887 roku, a najstarszy film pochodzi z 1925 roku
Archiwum digitalizuje kolekcje prywatne. W tym celu prosi o wypożyczenie oryginału, który po zeskanowaniu jest on zwracany właścicielowi.

## Pamięć Świata
Zbiór dokumentów dotyczących Międzynarodowego Ruchu Antynuklearnego Nevada-Semipałatyńsk obejmujący filmy, dokumenty dźwiękowe, fotografie, rękopisy i materiały drukowane został w 2005 roku na listę Pamięć Świata. Dokumenty są przechowywane w dwóch kazachskich archiwach: Centralnym Archiwum Państwowym Republiki Kazachstanu i Centralnym Państwowym Archiwum Filmów, Dokumentacji Fotograficznej i Nagrań Dźwiękowych Republiki Kazachstanu. Zbiór obejmuje: film o poligonie Sary-Ozek z 1988 roku, numer 4 z 1989 roku czasopisma „Sowiecki Kazachstan” poświęcony działalności Ruchu, film zniszczeniu 4 pocisków średniego zasięgu na poligonie Sary-Ozek z 1889 roku, 30 archiwalnych zdjęć o działalności ruchu na terenie Kazachstanu, druki (inwentarz, wykazy, listy...).